# Донтај ан л’Ер
Донтај ан л'Ер (фр. Domptail-en-l'Air) насеље је и општина у североисточној Француској у региону Лорена, у департману Мерт и Мозел која припада префектури Линевил.
По подацима из 2011. године у општини је живело 68 становника, а густина насељености је износила 21,73 становника/km². Општина се простире на површини од 3,13 km². Налази се на средњој надморској висини од 300 метара (максималној 401 m, а минималној 249 m).

## Демографија
| 1962. | 1968. | 1975. | 1982. | 1990. | 1999. | 2011. |
| ----- | ----- | ----- | ----- | ----- | ----- | ----- |
| 35    | 39    | 32    | 44    | 55    | 51    | 68    |

График промене броја становника у току последњих година